# Nephrodium onustum
Nephrodium onustum là một loài dương xỉ trong họ Dryopteridaceae. Loài này được Hook. & Baker mô tả khoa học đầu tiên năm 1867.
Danh pháp khoa học của loài này chưa được làm sáng tỏ. 